# Kaiwaka
Kaiwaka, dite « la petite ville des lumières » ou « canoë de nourriture », est une localité située dans la région du Northland dans l’Île du Nord de la Nouvelle-Zélande.

## Situation
La rivière Kaiwaka court à partir de l’est, à travers le secteur et rejoint la rivière  Wairau pour former le fleuve Otamatea, qui se draine dans le mouillage de Kaipara Harbour (en).
La route State Highway 1/S H 1 passe à travers le village de Kaiwaka. 
La ville de Wellsford est à 20 km au sud, celle de Brynderwyn est à 8 km au nord et la ville de Whangarei, qui est la cité la plus proche est à 60 km soit (45 minutes de voiture vers le nord.
Le promontoire de Mangawhai Heads (en) est à 18 km au nord-est,.

## Population
La population était de 537 habitants lors du recensement de 2006, inchangé par rapport à 2001.

## Histoire
En février 1825, durant la Guerre des mousquets, une bataille majeure entre les Ngā Puhi et les Ngāti Whātua (en) eu lieu à Te Ika-a-ranga-nui près de la ville de Kaiwaka, entraînant plus de 170 décès,.

## Activités économiques
Kaiwaka devint un centre d’échange et de commerce à partir de la fin des années 1850.
Comme l’industrie des bois de kauri et celle de la gomme de  gum (en) déclinait et se déplaçait vers le sud à la fin du siècle, l’élevage laitier se développa.
La Hakaru Dairy Company fut fondée pour desservir les fermiers de Kaiwaka en 1902.
En 1911, Kaiwaka avait une population de 211 habitants.
Le département des enquêtes et de l’information sur les terres (en) prit en charge un large bloc de terres non productives et les développa dans les années 1940, puis  elles furent cédées aux soldats revenant du combat au début des années 1950.

## Accès
À partir de 1880, les bateaux à vapeur fournirent un service régulier vers la localité de Kaiwaka à partir du port d’Otamatea.
Le Minnie Casey est mis en service à partir de 1882. Il fonctionne chaque vendredi.
Le service continua ainsi au cours du XXe siècle.
La Grande route du Nord (en) à partir d’Auckland et en direction de Whangarei passait à travers la ville de Kaiwaka, mais ce fut seulement une ligne sur la carte pour la plus grande partie du XIXe siècle.
Des tentatives furent faites pour améliorer la route à partir de 1895, et vers 1900, le pire secteur situé entre Kaiwaka et Whangarei fut enfin revêtu.
La ligne de chemin de fer de la ligne du Nord d’Auckland (en) atteint Kaiwaka en mars 1913, bien que les problèmes avec la nature du terrain, et la survenue de la Première guerre mondiale, signifia qu’elle ne fut pas étendue de façon significative plus loin vers le nord avant le début des années 1920.

## Personnalités notables
- Mary Jane Mander (en), journaliste et nouvelliste, alla à l’école à Kaiwaka[13].
- Tapihana Paraire Paikea, Membre du Parlement pour Northern Maori (en), est décédé à Kaiwaka.
- Peter Panyoczki (en), artiste visuel est résident de Kaiwaka.

## Éducation
Kaiwaka School est une école mixte contribuant au primaire, allant de l’année 1 à 6, avec un taux de décile de 4 et un effectif de 90 élèves.
L’école a ouvert en septembre 1871 et elle a célébré son centenaire en 1970.